# NGC 1178
Désignations
NGC 1178 est une étoile située dans la constellation de Persée. 
L'astronome français Guillaume Bigourdan.
Selon les plus récentes mesures effectuées par le satellite Gaia, la distance de cette étoile est égale à 3864 pc.  